# Николо-Полома (село)
Николо-Полома — село в Парфеньевском муниципальном округе Костромской области России. До 2021 года входило в состав Николо-Поломского сельского поселения.

## География
Село находится в центральной части Костромской области, в подзоне южной тайги, на правом берегу реки Нозьмы, на расстоянии приблизительно 15 километров (по прямой) к юго-западу от Парфеньева, административного центра района.

### Климат
Климат характеризуется как умеренно континентальный, с продолжительной холодной многоснежной зимой и коротким сравнительно тёплым летом. Среднегодовая температура воздуха — 2,6 °C. Средняя температура воздуха самого холодного месяца (января) — −12,5 °C (абсолютный минимум — −47,1 °C); самого тёплого месяца (июля) — 17,4 °C (абсолютный максимум — 36,4 °С). Продолжительность периода активной вегетации растений (выше 10 °C) составляет примерно 120 дней. Годовое количество атмосферных осадков — 611 мм, из которых 445 мм выпадает в период с апреля по октябрь.

### Часовой пояс
Село Николо-Полома, как и вся Костромская область, находится в часовой зоне МСК (московское время). Смещение применяемого времени относительно UTC составляет +3:00.

## Население
| 1872 | 1907 | 2008 | 2010 | 2014 |
| ---- | ---- | ---- | ---- | ---- |
| 110  | ↗255 | ↘198 | ↘136 | ↗167 |

### Национальный состав
Согласно результатам переписи 2002 года, в национальной структуре населения русские составляли 95 % из 160 чел.